# Гранклеман, Андре
Андре Гранклеман (28 июля 1909 г. — июль 1944 г.) — лидер французского Сопротивления во время Второй мировой войны, который стал предателем и двойным агентом, помогая нацистскому режиму значительно ослабить движение Сопротивления в Бордо.

## Ранние годы
Андре Мари Юбер Гранклеман родился в Рошфоре 28 июля 1909 года в семье адмирала Рауля Гастона Гранклемана и Амели де Бароль. Получил образование в Париже, Бейруте и Тунисе. В 1928 году записался в армию. В 1934 году после падения с лошади  уволился из армии и стал страховым брокером в Бордо.

## Во время войны
В 1941 году он основал сеть Сопротивления в районе Бордо. Вступив в Гражданскую и военную организацию в 1942 году, он стал ее главой в Аквитании и при поддержке британского Управления специальных операций значительно развил свою региональную сеть, вооружив и обучив несколько тысяч агентов, а также организовав пути эвакуации в Англию и радиосвязь с Лондоном.
О существовании группы Гранклемана стало известно Клоду де Бессаку — агенту британского Управления специальных операций и организатору разведывательной сети «Scientist» на юго-востоке Франции. К середине 1943 года Гранклеману было сброшено около 150 партий с оружием, что было достаточно для вооружения 40 тыс. бойцов.
Летом 1943 агенты парижского гестапо внедрились в крупную группу Сопротивления «Проспер» и разгромили ее. Один из арестованных «просперовцев» сломался под пытками, выдал имя Гранклемана и его адрес в Бордо. Столичные гестаповцы известили Дозе. Тот нагрянул к Гранклеману с ордером на  обыск. Хозяев не застали — те гостили в Париже у друзей, — зато отыскали кое-что получше: учетную книгу, куда Андре заносил сывал имена и адреса соратников. Гестапо схватило больше 80 человек, включая жену Андре, Люсетт: та вернулась из столицы раньше супруга. Ее заточили в тюрьму Фор-дю-А в Бордо.
Вербовка
Дело попало к лейтенанту СС Фридрих-Вильгельму Дозе, известному своим творческим подходом к делу. Методично допрашивая арестованных, Дозе составил досье на Гранклемана и выяснил, что тот — сын адмирала. Всю жизнь слонялся из одной страховой конторы в другую, примеряя личину добропорядочного обывателя, однако не скрывал консервативных взглядов, типичных для его круга. Потому никого не удивило, что Андре примкнул к ГВО: в начале войны организация слыла оплотом правых. В этом Дозе и увидел шанс для вербовки. Когда Гранклемана наконец арестовали и доставили на допрос, Дозе сразу понял: этот человек мечтает вышвырнуть из страны не только нацистов, но и коммунистов. Дозе решил сыграть на консервативных взглядах подследственного и задумал на многоходовую комбинацию.
Дозе понимал, что коммунисты тревожат Гранклемана не меньше фашистов.  Сам Дозе тоже считал, что главная угроза Франции не проиграть войну Германии, а выиграть ее, но попасть под пяту Москвы. В ходе беседы Дозе сформулировал предложение: он готов отпустить бойцов ГВО и жену Андре, если тот прекратит борьбу с немцами и сосредоточится на коммунистах. В обмен на свободу для заключенных Дозе желал бы
получить сведения о местонахождении оружия, сброшенного англичанами для ГВО.  А взамен он освободит его жену, его бойцов, и обновленная ГВО под предводительством Гранклемана сможет бороться с  коммунистами.
Гранклеман попросил сутки на размышление: он хотел посоветоваться со своими главными заместителями, Шазо и Малейраном. Немец любезно отпустил арестанта из-под стражи. Гранклеман и его люди встретились на конспиративной квартире. К ним присоединился Роже Ланд, руководитель — бордоской сети УСО.  Предложение Дозе не встретило энтузиазма. Ланд увидел в сделке неприкрытое предательство и выхватил
пистолет и не выстрелил только потому, что в доме находились две дамы и он не хотел, чтобы их схватили и допросили нацисты. 
Но на следующий день Гранклеман вернулся к Дозе и заключил сделку. Он сдал местонахождение складов с оружием, а Дозе распорядился выпустить десятки узников, включая жену Гранклемана. Затем Гранклеман провел серию встреч с руководителями разных групп и отрядов Сопротивления и уговаривал всех сосредоточиться исключительно на коммунистах.  
Страх перед предательством Гранклемана рос: членам Сопротивления приходилось бежать из Бордо или скрываться. В итоге Сопротивление на юго-западе
Франции оказалось парализовано. Дозе нарушил обещание: он стал хватать всех подряд: из ГВО, из группы «Ученый», из прочих отрядов
Сопротивления. После признаний Гранклемана было арестовано около 250 членов Сопротивления.  Роже Ланду пришлось бежать из страны. Всего за несколько месяцев Дозе чуть ли не в одиночку уничтожил Сопротивление на юго-западе Франции.
Казнь
В июле 1944 года Грандклеман и его жена были захвачены силами Сопротивления недалеко от Бордо. Позволив Гранклеману уйти в сентябре 1943 года, Ланду отдал приказ о его казни. Гранклеману и его жене сообщили, что их вылвезут самолетом в Англию для изложения своих доводов, и доставили к предполагаемому месту вылета. Там, Ланду сказал Гранклеману, что ему придется разлучиться с женой по соображениям безопасности, а затем застрелил жену Гранклемана, в то время как Гранклеман был казнен одним из его людей Ландеса.